# Ken Warby

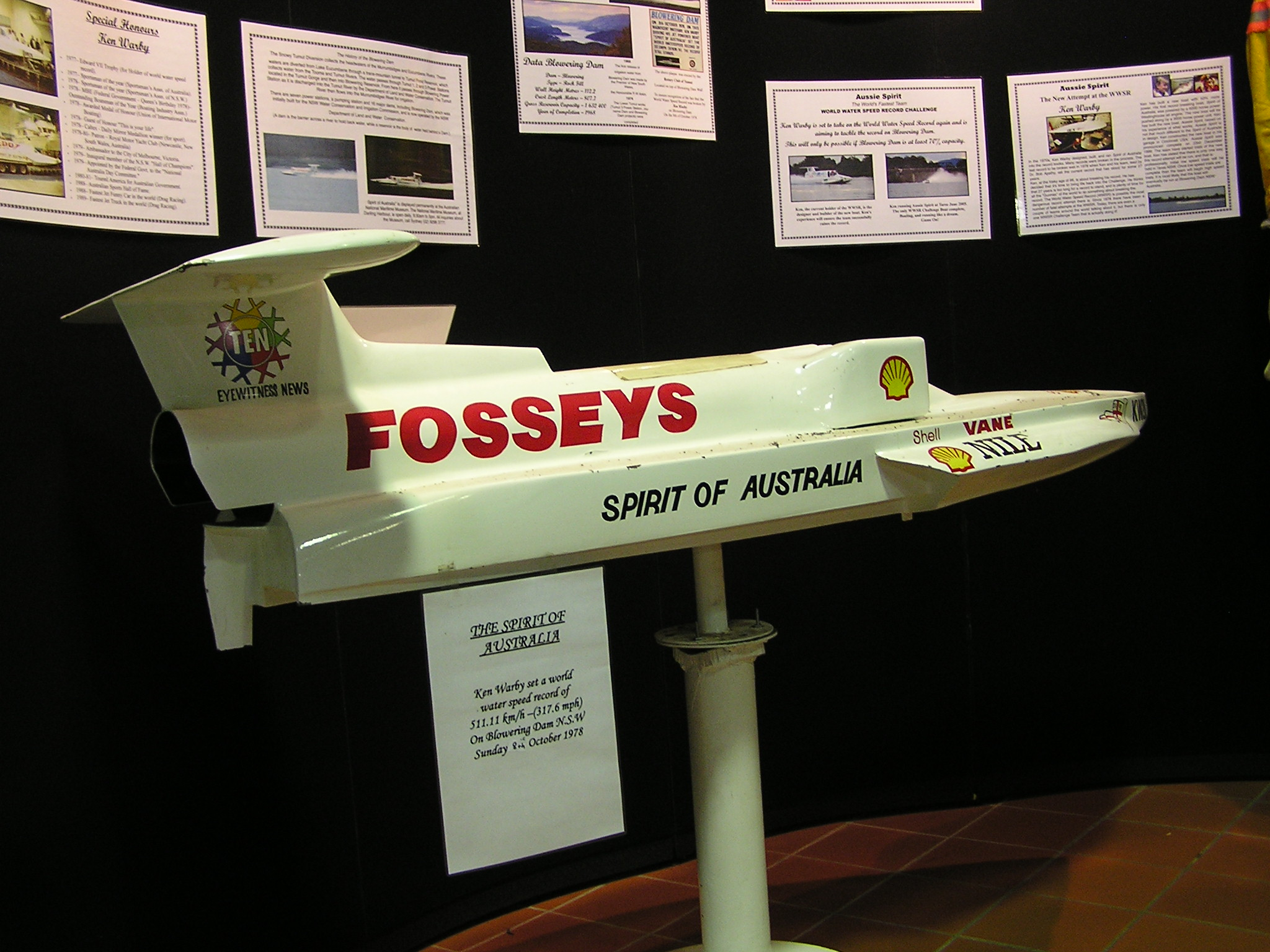
Modell des Weltrekordbootes Spirit of Australia

Kenneth „Ken“ Warby (* 9. Mai 1939 in New Lampton, New South Wales, Australien; † 20. Februar 2023) war ein australischer Rennbootfahrer. Er hält den aktuellen Geschwindigkeitsweltrekord auf dem Wasser.

## Karriere

### Bootsport
Ken Warby begann mit 16 Jahren sich für den Wasser-Motorsport zu interessieren. Er baute seine Rennboote selbst und orientierte sich dabei an Konstruktionen von Donald Campbell, der damals den Geschwindigkeitsweltrekord auf dem Wasser hielt.
Sein Boot, die Spirit of Australia, war von Warby selbst entworfen und gebaut. Es besteht aus glasfaserverstärktem Kunststoff und Balsaholz. Das Düsentriebwerk vom Typ Westinghouse J34 aus einem ausgemusterten Militärflugzeug hatte er für 69 US-Dollar bei einer Versteigerung erworben.

### Rekordfahrt
Vor 1977 wurde jeder offizielle Geschwindigkeitsrekord von einem Amerikaner, Briten, Iren oder Kanadier aufgestellt. Am 20. November brach mit Ken Warby erstmals ein Australier den Water Speed Record. Am 20. November 1977 stellte er mit seinem Boot auf dem Stausee Blowering Dam mit 288,18 mph (463,78 km/h) seinen ersten Geschwindigkeitsrekord auf dem Wasser auf. Ein Jahr später am 8. Oktober 1978 verbesserte er seinen Rekord auf 317,60 mph (511,13 km/h). Dieser Rekord hat bis heute (2021) Bestand, und es gab nur zwei offizielle Versuche ihn zu brechen.
Ken Warby baute zusammen mit seinem Sohn Dave Warby an einem neuen Boot, namens Spirit of Australia II, mit dem Ziel den Rekord von 1978 zu brechen. 2017 wurde mit dem Testen des neuen Boots begonnen.